# Ester Casajuana
Ester Casajuana Reyes, née le 5 octobre 1985 à Reus, est une coureuse de fond espagnole spécialisée en skyrunning. Elle est championne d'Europe d'Ultra SkyMarathon 2019.

## Biographie
Fille d'émigrés chiliens, Ester démontre de bonnes aptitudes en course à pied à l'école. À 16 ans, elle décide de se mettre au football et malgré le fait que le sport en équipe ne lui convient pas, elle persévère. Honorant une promesse faite à son père, elle se remet à l'athlétisme à 25 ans mais sans intention de se lancer en compétition. En 2013, elle s'inscrit à son premier trail et sans expérience dans cette discipline termine deuxième. Ayant apprécié l'expérience, elle s'investit dans cette discipline. Ne pratiquant la course à pied que comme loisir, un ami d'entraînement la convainc de se lancer sérieusement en compétition en 2015,.
Elle s'illustre dans la discipline très technique du skyrunning. Le 3 mars 2016, elle s'impose à la Montserrat SkyRace en signant un nouveau record du parcours en 2 h 50 min 13 s.
Le 31 août 2017, elle participe à l'OCC et termine neuvième en 7 h 2 min 29 s.
Elle connaît une excellente saison 2019. Le 1er juin, elle prend un bon départ lors de la Madeira SkyRace pour rester dans les talons de l'Allemande Maria Koller, très rapide pour ses débuts. Ester parvient à prendre l'avantage dans la première partie technique mais est repassée par l'Allemande. Elle termine finalement sur la troisième marche du podium. Elle prend part à la Pierra Menta été en équipe mixte avec Gerard Mangrané. Dans une course très serrée, ils prennent l'avantage dans la première étape pour seulement cinq secondes. Se faisant passer par le duo Julie Roux/Édouard Laudier dans la deuxième étape, ils s'imposent finalement pour 37 secondes. Le 28 juillet, elle lutte au coude-à-coude avec Sanna El Kott pour conserver la deuxième place de la SkyRace Comapedrosa et parvient à se défaire de la Suédoise. Elle conclut la saison avec une excellente performance au Maga Ultra SkyMarathon, comptant comme épreuve Ultra SkyMarathon des championnats d'Europe de skyrunning. Prenant les commandes d'entrée de jeu, elle mène la course du début à la fin. Sa compatriote Sandra Sevillano la suit de près mais chute au douzième kilomètre, se cassant quelques dents. Repartie en quatrième position, elle remonte en deuxième place à moins de quinze minutes d'Ester qui s'offre le titre.

## Palmarès
| no  | féminin            | Course                                                  | Longueur | Départ             | Temps           |
| --- | ------------------ | ------------------------------------------------------- | -------- | ------------------ | --------------- |
| 50e | Médaille d'or      | Montserrat SkyRace                                      | 25 km    | 3 mars 2016        | 2 h 50 min 13 s |
| 35e | Médaille d'argent  | Buff Epic Trail 26K                                     | 26 km    | 30 juin 2018       | 3 h 31 min 4 s  |
| 18e | Médaille d'or      | Trail Valls d'Àneu                                      | 53,9 km  | 28 juillet 2018    | 8 h 19 min 50 s |
| 14e | Médaille de bronze | Madeira SkyRace                                         | 55,6 km  | 1er juin 2019      | 7 h 34 min 2 s  |
| 67e | Médaille d'argent  | SkyRace Comapedrosa                                     | 21 km    | 28 juillet 2019    | 3 h 16 min 35 s |
| 25e | Médaille d'or      | Championnats d'Europe de skyrunning - Ultra SkyMarathon | 53 km    | 1er septembre 2019 | 8 h 19 min 11 s |